# 杂文报
《杂文报》，是中华人民共和国唯一一张以刊登杂文为主的专业性文化类报纸，隶属河北日报报业集团，创刊于于1983年10月2日，由时任河北省省委书记的高扬创办。其于2015年1月4日起停刊，河北日报报业集团表示将集中力量搞好《杂文月刊》
杂文报报头辑选鲁迅手书，创刊初期由河北省杂文学会主办，归河北省社科联管理。其“革故鼎新，激浊扬清”的办报宗旨脱胎于鲁迅杂文的精神。在其停刊后四年，《澳门杂文》创刊并继承了其办报宗旨。其曾在2011年改版，改版后的报纸每周发2期，分别在周二、周五发刊，版面设计为8版4开。

## 荣誉
- 1992年，被北京等地4家集报协会评选为全国文化艺术类十佳报纸之一。
- 1993年，在北京等6家集报协会举办的“我们最喜爱的中国优秀文化艺术报”评报活动中，《杂文报》获一等奖。
- 1994年，被中国新闻学会、北京工人集报协会评为“我们最喜爱的全国百家优秀报刊”之一。